# In viaggio con mio figlio
In viaggio con mio figlio (Ezra) è un film del 2023 diretto da Tony Goldwyn.

## Trama
Ezra è un film del 2023 che racconta la storia di Max Bernal, un comico la cui carriera è in crisi e la cui vita personale è altrettanto complicata. Dopo il divorzio, si ritrova a vivere con suo padre Stan, un uomo dal carattere forte con cui ha un rapporto difficile.
Max ha un figlio di 11 anni, Ezra, un bambino intelligente e brillante, ma con disturbi dello spettro autistico. Lui e la sua ex moglie Jenna hanno visioni molto diverse su come gestire il futuro di Ezra, soprattutto quando i medici suggeriscono un percorso che Max non accetta.
In un gesto impulsivo, Max decide di prendere il figlio e partire con lui per un viaggio attraverso gli Stati Uniti. Lungo la strada, tra momenti divertenti e difficili, padre e figlio imparano a conoscersi meglio e a rafforzare il loro legame. Il viaggio diventa un’occasione di crescita per entrambi, spingendo Max a riconsiderare il suo ruolo di padre e ciò che è veramente importante nella vita.

## Produzione
Le riprese principali si sono svolte in New Jersey nell'autunno 2022.

## Distribuzione
Il film è stato presentato in anteprima mondiale il 9 settembre 2023 al Toronto International Film Festival. La distribuzione nelle sale statunitensi è avvenuta il 31 maggio 2024. In Italia il film è stato presentato in anteprima ad Alice nella città nell'ottobre 2024 e distribuito nei cinema dal 24 aprile 2025.

## Accoglienza

### Incassi
Il film ha incassato poco più di 4,6 milioni di dollari.

### Critica
Sull'aggregatore di recensioni Rotten Tomatoes 98 critici esprimono un gradimento del 69%, su Metacritic il voto medio di 16 critici è 57/100.